# Tireli
Tireli is een dorp van het Dogonvolk in Mali op de Klif van Bandiagara in de Bandiagara Cercle. Het ligt 11 km zuid-zuid-west van Sangha en Banani en 28 km ten oosten van Bandiagara in de regio Mopti.

Afbeeldingen
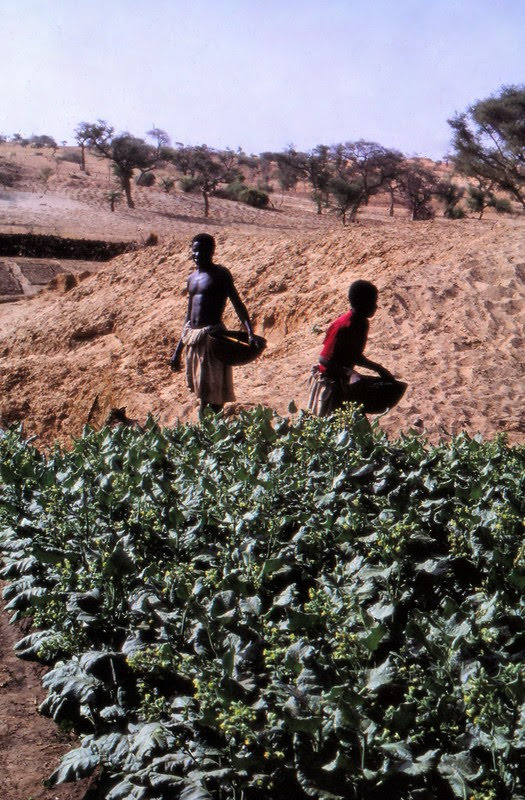
Tabaksteelt in een droge rivierbedding, Tireli, Mali, 1980
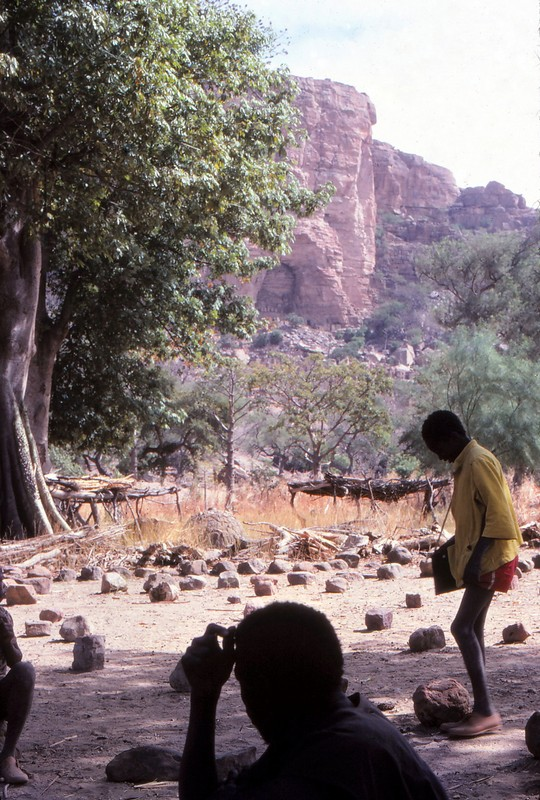
Een schooljongen tussen zitstenen, Tireli markt, Mali 1984
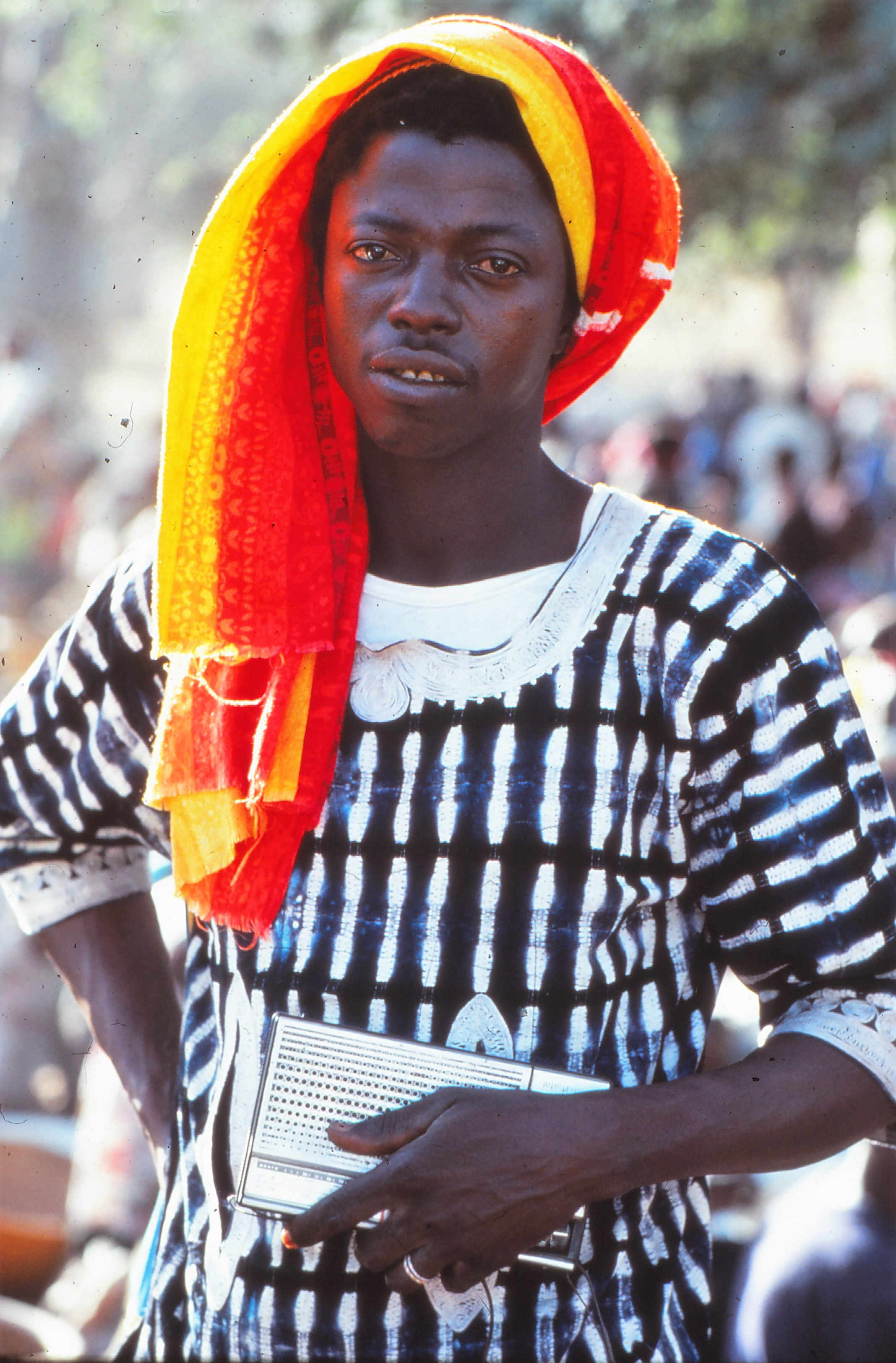
Een Dogon jongeman is terug van werk in Abidjan, Nigeria en laat zijn transistorradio zien, Tireli markt, Mali 1985
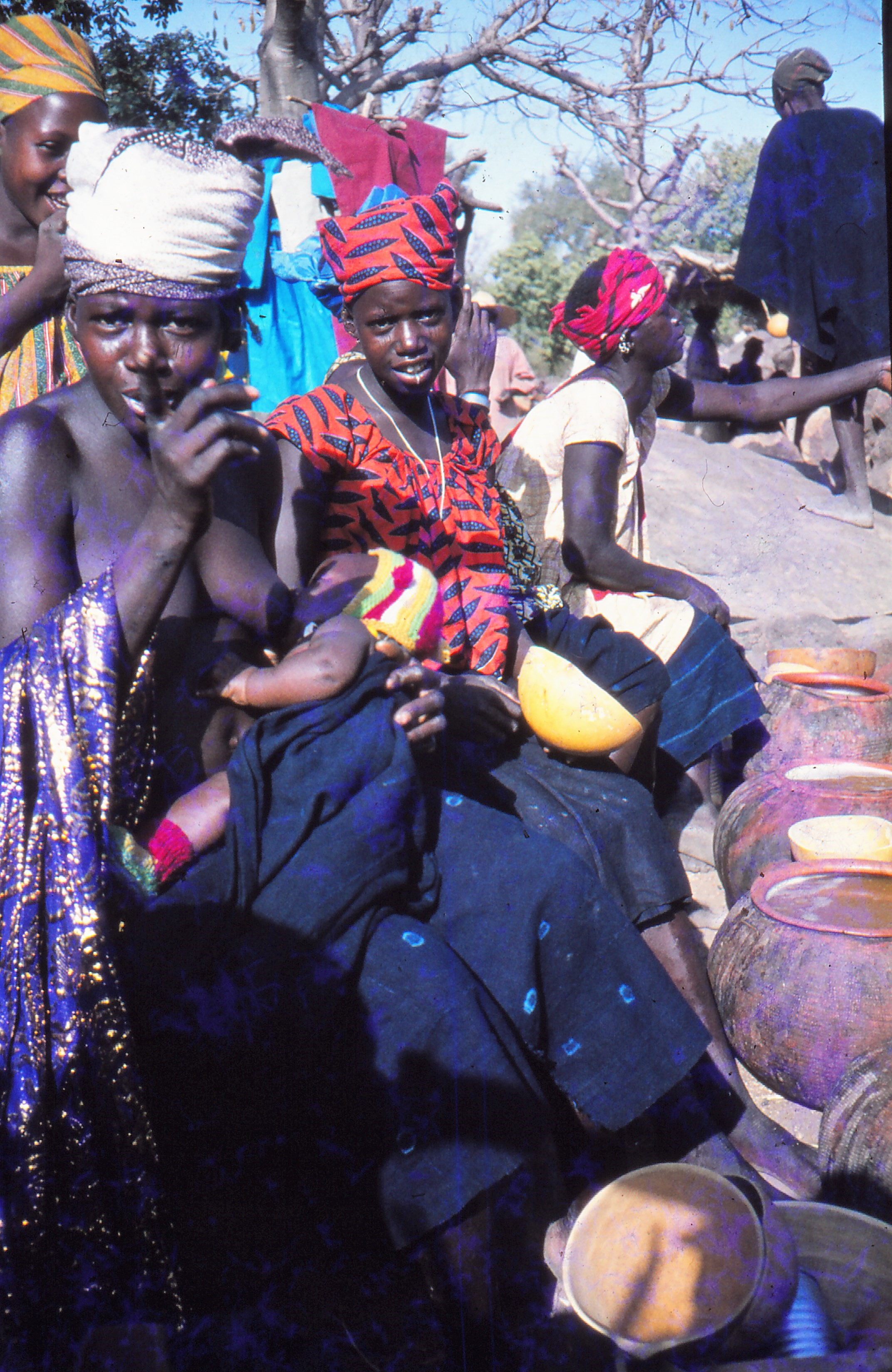
Jonge bierverkoopsters met kind vermanen de fotograaf dat hij niet alleen moet fotograferen, maar ook bier moet kopen, Tireli markt, Mali 1989
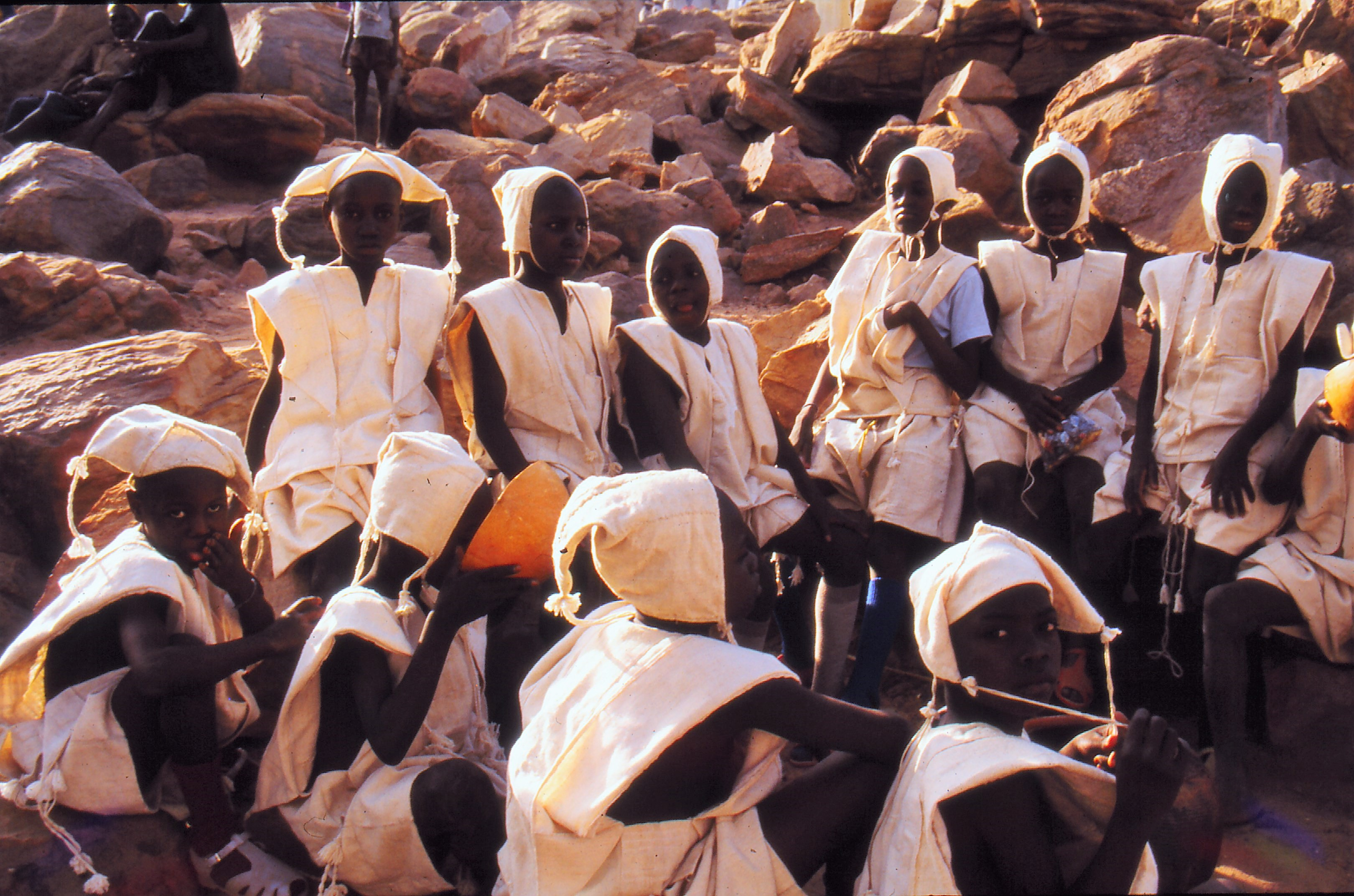
Jongens in het wit met mutsen meteen na hun besnijdenis, Tireli markt, Mali 1990
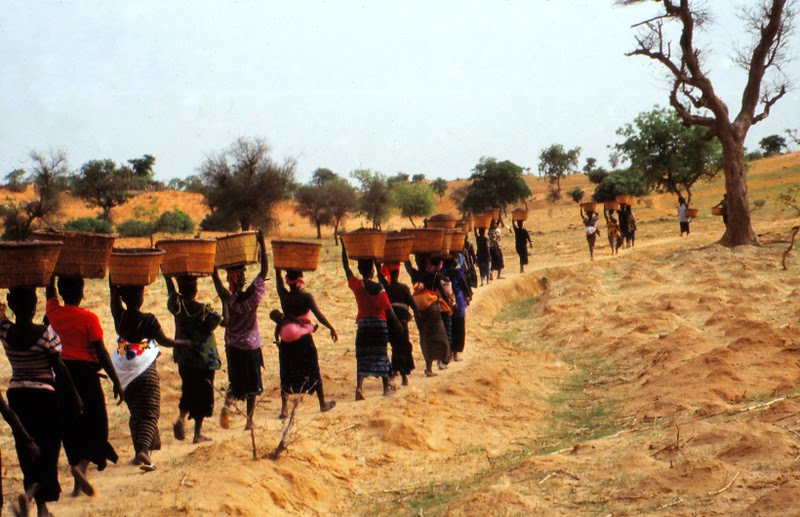
Vrouwen uit een wijk met mest op weg naar de akker van een van hen, Tireli, Mali 1990

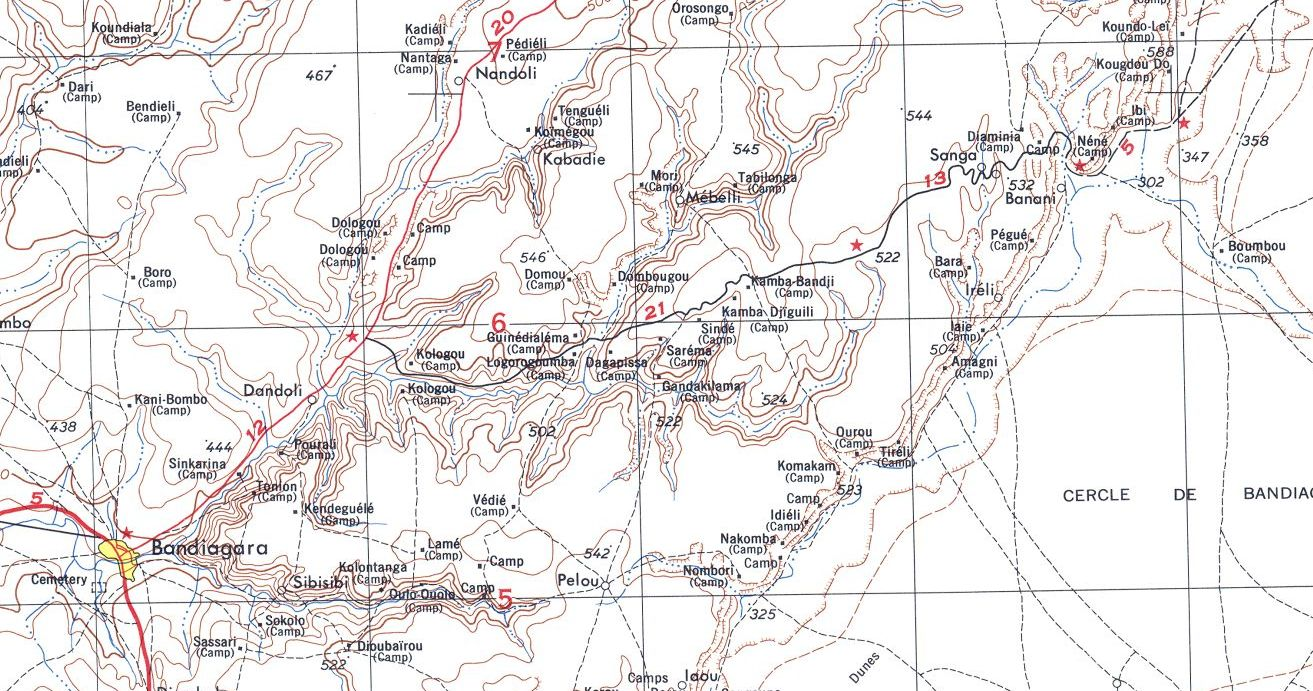
Tireli op een kaart van het Amerikaanse leger midden rechts als "Tiréli (Camp)".

### Video's
- Tireli op YouTube. 1992. Geraadpleegd op 16 maart 2021.
- Tireli op YouTube. Lrousseau22, 10 december 2010. Geraadpleegd op 16 maart 2021.